# María Reina de Monte Oropa
La imagen original de Nuestra Señora de Monte Oropa se remonta al siglo III. Fue llevada por San Eusebio de Vercelli desde Oriente Medio hasta su diócesis de Vercelli. Está hecha en madera de cedro del Líbano y teñida de negro. A mediados del siglo IV recrudeció la persecución a María y San Eusebio debió ocultarla en las montañas del Valle de Monte Oropa, a 11 kilómetros de Biella, Italia. Cuando se intentó mover la imagen, su peso se incrementó y hubo que dejarla allí, en las montañas, donde hoy preside un santuario de grandes proporciones.

## Historia
Durante los siglos III y II a. C., llegaron al norte italiano tribus celtas que establecieron un culto a las diosas dedicadas a proteger los campos y la fertilidad. En algunos casos, esas diosas adoradas en todo el mundo pagano, solían ser de color negro, por ser ese el color de la tierra fértil. Luego, a medida que el cristianismo comenzó a expandirse, el antiguo culto a esas diosas fue remplazado por el de la Virgen María, dando lugar a las imágenes conocidas como Vírgenes negras, entre las que podría incluirse, sin ser una advocación de la Virgen, a Santa Sara del Mar.
Oropa, así mismo, con su valle, es un clásico círculo de piedras celtas, donde la caverna formada por masas errantes constituyeron una construcción prehistórica. En esta gruta formada por masas errantes y sagrada para las matronas celtas, del IV siglo D.C., San Eusebio introduce el culto de María, llevándoles una estatua de leño de la Virgen negra con el Niño en brazos. La tradición dice que el Santo trajo consigo a Oropa una estatua de leño de la Virgen, encontrada en Jerusalén y tallada por San Lucas.
En la actualidad, la imagen que se venera es de madera y recubierta de oro y piedras preciosas, y data del siglo XIII.
El santuario es un lugar de peregrinaje constante y ha sido declarado Patrimonio de la Humanidad por la Unesco.

### En Argentina
Nuestra Señora de Monte Oropa ha sido declarada Patrona de la ciudad de Lomas del Mirador por el obispo de San Justo (Buenos Aires). Su imagen principal se encuentra en la Parroquia Santísimo Nombre de María, la cual fue edificada en un terreno donado por un inmigrante del Piamonte.